# Anadia petersi
Anadia petersi är en ödleart som beskrevs av  Oftedal 1974. Anadia petersi ingår i släktet Anadia och familjen Gymnophthalmidae. Inga underarter finns listade i Catalogue of Life.